# Кваньяма (язык)
Кваньяма или ошикваньяма — один из региональных языков Анголы и Намибии. Представляет собой стандартизованный диалект языка ошивамбо. Существует взаимопонимание между носителями кваньяма и ндонга.
Ранее существовал раздел Википедии на языке кваньяма. Он содержал всего несколько очень коротких статей и в 2007 году был закрыт, статьи перемещены в Инкубатор Викимедиа.